# Elena Gjeorgjievska
Elena Gjeorgjievska (în macedoneană Елена Ѓорѓиевска; n. 27 martie 1990, în Struga) este o handbalistă macedoneană care joacă pentru clubul românesc CS Măgura Cisnădie, în Liga Națională, și pentru echipa națională a Macedoniei. Handbalista a mai jucat anterior în România, la HCM Baia Mare și SCM Craiova. Gjeorgjievska evoluează pe postul de intermediar dreapta.
Cea mai mare performanță a handbalistei macedonene a fost câștigarea, în 2012, a Ligii Campionilor EHF, alături de echipa muntenegreană Budućnost Podgorica.

## Palmares
- Liga Campionilor EHF:
  - Câștigătoare: 2012
  - Finalistă: 2014
  - Sfertfinalistă: 2015

- Liga Europeană:
  - Grupe: 2022
  - Turul 3: 2023

- Cupa Challenge EHF:
  - Semifinalistă: 2010

- Liga Națională:
  -  Medalie de argint: 2015

- Cupa României:
  -  Câștigătoare: 2015

- Supercupa României:
  -  Câștigătoare: 2014, 2015

- Campionatul Muntenegrului:
  - Câștigătoare: 2012, 2013, 2014

- Cupa Muntenegrului:
  -  Câștigătoare: 2012, 2013, 2014

- Liga regională:
  - Câștigătoare: 2013